# Erik Axelsson Tott
Erik Axelsson Tott   (Dinamarca, c. 1419 (Gregorià) - Víborg, febrer 1481) fou un noble i polític suecodanès, regent de Suècia en dues ocasions, el 1457 i entre 1466-1467, a més, també va formar part del consell reial suec.
Erik Axelsson Tott va néixer al regne de Dinamarca, quan formava part de la Unió de Kalmar. El seu pare era el noble danès Axel Pedersen, senyor de Herlev i era membre de la família Tott. La seva mare era sueca, originària de la província de Södermanland i era cosina del rei Carles VIII.
Va arribar a Suècia de molt jove i va formar part del consell del regne des de 1449 i fou un dels homes predilectes del seu oncle el rei Carles, de qui va rebre la possessió de la província de Åbo el 1450, que després li va ser canviada per la de Nyköping.
Tot i la generositat del rei, Erik aviat es va canviar de bàndol i va formar part del partit unionista pro-danès. Així, després que el rei Carles fou derrocat el 1457 ell fou declarat regent de Suècia, juntament amb l'arquebisbe d'Uppsala, 
Jöns Bengtsson. La regència va durar només uns mesos, ja que Erik i Jöns van cedir el govern a Cristià I de Dinamarca.
De Cristià va rebre la província de Yiborg el 1457 i Tavastehus el 1462, ambdues a Finlàndia. Tot i que Cristià fou derrocat el 1464, Erik va continuar com a membre del partir unionista i va contribuir a una nova abdicació del rei Carles Knutsson el 1465, només després d'un any d'haver accedit novament al tron.
Es va enemistar amb l'arquebisbe Jöns Bengtsson, que anava adquirint gran protagonisme en la vida política sueca i va buscar augmentar la influència amb la unió matrimonial d'ell i el seu germà Ivar amb famílies poderoses de Suècia. Així, el 1466 es casava amb una filla de Gustav Algotsson, de la família dels Sture. Després del casament, va aconseguir el suport de diversos nobles i va aconseguir de nou ser el regent del regne entre 1466 i 1467.
En aquesta regència va tenir molts problemes. Va intentar no involucrar-se en conflictes, però davant d'aquesta indecisió va perdre el suport del camperols. Per una altra banda, quan el seu germà es va enemistar amb el rei Cristià de Dinamarca, ell va decidir aliar-se amb Carles Knutsson, i davant de la crisi política, va apostar pel retorn d'aquest rei.
Quan Carles va entrar a Estocolm el novembre de 1467, Erik va renunciar a la regència i va marxar a Finlàndia on tenia terres. Allà es va mantenir ocupat amb els conflictes de frontera amb Rússia i es va encarregar de construir el castell d'Olavinlinna. Va morir al Castell de Vyborg el 1481, sense fills, cosa que va propiciar que l'herència passés als seus germans.